# تيغنال (جورجيا)
تيغنال (بالإنجليزية: Tignall, Georgia)‏ هي بلدة تقع في مقاطعة ويلكس، جورجيا بولاية جورجيا في الولايات المتحدة. تبلغ مساحتها 7.4 (كم²)، وترتفع عن سطح البحر 191 م، بلغ عدد سكانها 615 نسمة في عام 2010 حسب إحصاء مكتب تعداد الولايات المتحدة .

## وصلات خارجية
- The US50 - Cities and Towns in Georgia State
- Georgia Cities and Towns, Facts, Map, Flag, Colleges, Government, and More